# Calveriosoma gracile
Calveriosoma gracile is een zee-egel uit de familie Echinothuriidae.
De wetenschappelijke naam van de soort werd in 1881 gepubliceerd door Alexander Agassiz.